# Nuevo Estadio de Zafra
El Nuevo Estadio de Zafra es un estadio de fútbol propiedad del Ayuntamiento de Zafra (Badajoz), España. Es donde disputa sus partidos como local el Club Deportivo Zafra, desde la desaparición del Club Deportivo Díter Zafra en 2017. Tiene capacidad para unos 2500 espectadores sentados y el terreno de juego es de hierba natural con unas dimensiones de 105x65 metros.
Su inauguración tuvo lugar el 1 de junio de 1972 con la disputa de un partido contra el Real Madrid, finalizando el encuentro con el resultado desfavorable de 1-6.
En un principio el estadio solo contaba con la grada de tribuna, posteriormente se le añadiría la techumbre y las dos gradas laterales. La salida al terreno de juego desde los vestuarios se hacía desde el centro de la grada de tribuna aunque posteriormente y hasta la actualidad se cerraría dicha entrada añadiendo dos túneles de vestuarios, uno para el equipo local y otro para el visitante, aumentando así también el número de localidades. Finalmente se añadió la grada de preferencia quedando así hasta la actualidad y dándole un aspecto de futbolín, ya que ninguno de los dos fondos consta de ninguna grada.
Anteriormente el equipo disputaba sus encuentros en el viejo campo de fútbol de la Carretera de la Puebla, existiendo aún algunas de sus instalaciones aunque en pésimas condiciones y quedando reservado su uso exclusivamente al de almacén de materiales de obra.